# Younoussa Abiboulaye
Younoussa Abiboulaye (Niamey, 3 de septiembre de 2004) es un futbolista nigerino que juega en la demarcación de portero para el US Gendarmerie Nationale de la Primera División de Níger.

## Selección nacional
Tras jugar en las categorías inferiores de la selección, finalmente el 8 de enero de 2024 hizo su debut con la selección de fútbol de Níger en un encuentro amistoso contra Senegal que finalizó con un resultado de 1-0 a favor del combinado senegalés tras un gol de Formose Mendy.

## Clubes
| Club                     | País  | Año       | Partidos | Goles |
| ------------------------ | ----- | --------- | -------- | ----- |
| ASN Nigelec              | Níger | 2018-2021 |          |       |
| Sahel SC                 | Níger | 2021-2023 |          |       |
| US Gendarmerie Nationale | Níger | 2023-     |          |       |